# 贝丽尔·加斯塔德洛
贝丽尔·埃米莉·波莱特·加斯塔德洛（法語：Béryl Émilie Paulette Gastaldello，1995年2月16日—）生于马赛，是一名法国女子游泳运动员，主攻自由泳和蝶泳。她的父亲Éric Gastadello、母亲Véronique Jardin和祖母Amélie Mirkowitch都曾是游泳选手，其中母亲和祖母都参加过奥运。她在8岁时开始接触游泳，16岁时开始认真训练。2014年至2018年间，她在德克萨斯州农工大学就读，期间代表该校的游泳队参加美国校际比赛。